# هيرويوكي كيوكاوا
هيرويوكي كيوكاوا (باليابانية: 清川 浩行) (مواليد 3 يونيو 1967)، هو لاعب كرة قدم ياباني سابق كان يلعب كمهاجم.

## وصلات خارجية
- هيرويوكي كيوكاوا على موقع قاعدة بيانات كرة القدم.إي يو (الإنجليزية)
- هيرويوكي كيوكاوا على موقع Soccerway.com (الإنجليزية)

- J.League Data Site (باليابانية)